# Воєнна блокада
Воє́нна бло́када — форма операції у війні, що здійснюється сухопутними, військово-морськими та повітряними силами. Воєнна блокада може бути сухопутною, морською і повітряною, а частіше мішаною — сухопутно-повітряною або сухопутно-повітряно-морською.
Залежно від завдань, воєнна блокада буває:
- стратегічна — оточення ворожої країни або групи країн суцільними фронтами для її ізоляції від зовнішнього світу;
- оперативна — має на меті розрив комунікацій і створення суцільного кільця оточення оперативного угруповання противника для виснаження його сил і засобів;
- тактична — здійснюється оточенням окремих невеликих частин ворога, оборонних районів, вузлів опору або невеликих населених пунктів.

За масштабом охоплення території виділяють:
- локальну — облога певного пункту, наприклад, м. Седан, Франція (30.08 — 03.09.1870);
- тотальну — переривання сполучення із зовнішнім світом, наприклад, підводна війна Німеччини проти Сполученого Королівства під час Другої світової війни).

За повнотою переривання контактів із зовні:
- повну — обмеження будь-яких контактів оточених із зовнішнім світом, наприклад блокада м. Сталінград (18.11.1942 — 01.02.1943);
- часткову — утруднення отримання певного блага чи нормальної життєдіяльності, наприклад блокада м. Ленінград (1941—1943).